# جون لويس هايلبورن
جون لويس هايلبورن (بالإنجليزية: John L. Heilbron)‏ هو مؤرخ وأستاذ جامعي أمريكي، ولد في 17 مارس 1934 في سان فرانسيسكو في الولايات المتحدة.